# 敦賀市立看護専門学校
敦賀市立看護専門学校（つるがしりつ かんごせんもんがっこう）は、かつて福井県敦賀市木崎にあった修業年限3年、全日制の公立専修学校である。2017年（平成29年）3月をもって閉校した。

## 概要
敦賀市立看護専門学校は、1948年に設立された公立敦賀准看護学院を前身とし、1994年に開校した。以来、看護師の養成を担ってきたが、施設の老朽化や高度な知識を持つ看護師養成の観点から、2014年に敦賀市立の4年制大学敦賀市立看護大学として改組転換された。敦賀市立看護大学の施設は、学生募集の困難さから2013年度に閉学した敦賀短期大学の施設を活用し、 敦賀市立看護大学開学と同時に、敦賀市立看護大学の敷地内に移転した。2017年3月4日に最後の卒業式と閉校式を挙行し、23年の歴史に幕を下ろした。閉校までに612人が卒業し、うち300人は敦賀市内の医療機関に就職した。

## 沿革
- 1948年5月 - 組合立敦賀病院内に、全日制修業年限2年の公立敦賀准看護婦養成所が開設される。
- 1955年1月 - 1市5カ村合併により組合立敦賀病院は市立敦賀病院に改称される
- 1988年4月 - 公立敦賀准看護学院と改称される
- 1993年12月 - 敦賀市立看護専門学校の厚生省の指定認可を受ける
- 1994年3月 - 公立敦賀准看護学院閉校、敦賀市立看護専門学校開校
- 2003年11月 - 社会人入学試験制度の導入
- 2010年4月 - 敦賀市に公立大学法人準備室が設置される
- 2014年4月 - 敦賀市立看護大学開学し、同敷地内に移転する。
- 2017年3月 - 閉校[1][2]。

## 年間行事
- 4月 - 入学式、新入生歓迎会（自治会）
- 5月 - 看護の日記念祭、健康診査
- 7月 - 球技大会（自治会）
- 8月 - 夏季休業
- 10月 - 聖祭（学校祭）
- 11月 - 防災訓練
- 12月 - ケーススタディ発表会
- 1月 - 冬季休業
- 2月 - 看護師国家試験（3年生）
- 3月 - 卒業講演会、卒業生を送る会（自治会）、 卒業式、春季休業